# Reichsschulkonferenz 1920
Die Reichsschulkonferenz wurde vom Reichsinnenministerium unter Erich Koch-Weser (DDP) vom 11. bis 20. Juni 1920 in Berlin einberufen, um das deutsche Schulsystem in der Weimarer Republik systematisch neu zu ordnen. Treibende Kraft und Organisator der Konferenz war der sozialdemokratische Staatssekretär Heinrich Schulz.
Eingeladen waren etwa 650 Bildungsexperten, unter ihnen die namhaften deutschen Vertreter der Reformpädagogik mit ihren Zweigen der Arbeitsschule, der Landschulbewegung und der Einheitsschule um Johannes Tews, sowie die Vertreter der Kultusministerien der deutschen Länder, der Kirchen und maßgeblichen Verbände. Fast alle späteren Reformbestrebungen und bildungspolitischen Streitpunkte bis in die Gegenwart sind auf dieser Konferenz bereits vorgetragen und diskutiert worden.
Ein Hauptstreitpunkt war die Dauer der Grundschulzeit (vier oder sechs Jahre). Das Reichsgrundschulgesetz vom 28. April 1920 legte bereits vor der Konferenz die vierjährige Grundschule für alle verbindlich fest, womit die bisher üblichen privaten Vorschulen für spätere Gymnasiasten wegfielen. Das war vielen nicht genug, z. B. dem „Bund Entschiedener Schulreformer“ um Paul Oestreich.
Die Grundlage der Diskussion bildete zunächst der „Weimarer Schulkompromiss“ der Parteien, die die Verfassung von 1919 in den Artikeln 135 bis 150 geprägt hatten: Danach sollte es eine für alle gemeinsame Grundschule geben, Volksschulen konnten aber auf Antrag der Eltern konfessionell eingerichtet werden. Der Religionsunterricht blieb ein ordentliches Unterrichtsfach unter Aufsicht des Staates. Die SPD trat für die kostenlose Einheitsschule auch in höheren Klassen sowie die Koedukation und wissenschaftliche Lehrerausbildung ein, die DDP hatte Bedenken gegen die Abschaffung des Gymnasiums, die Deutsche Zentrumspartei war mit den Kirchen strikt für Konfessionsschulen.
Die zahlreichen Ergebnisse der Konferenz blieben ohne direkte Umsetzung, da in der Reichstagswahl 1920 die Mehrheit der Weimarer Koalition verloren ging. Die Initiative Paul Rühlmanns zur Staatsbürgerkunde als neuem Schulfach blieb weitgehend stecken. Noch in die Weimarer Zeit fiel die Gründung der Pädagogischen Akademien (1925) durch den parteilosen preußischen Kultusminister Carl Heinrich Becker, mit der die Volksschullehrerausbildung wesentlich verbessert wurde. Auch die „Deutsche Oberschule“ von Hans Richert als neuer Gymnasialtyp gehört zu ihren Wirkungen. Als vierte Gymnasialform stieß sie auf den konservativen Widerstand wegen ihrer zu geringen Fremdsprachenverpflichtung, erhielt jedoch Unterstützung durch die Anhänger der Deutschkunde.
Eine ähnlich große bildungspolitische Konferenz mit mehreren hundert Teilnehmern fand 1926 noch einmal in Weimar statt, organisiert durch den Deutschen Ausschuss für Erziehung und Bildung. Sie wiederholte viele der Debatten.